# Sportowe ratownictwo wodne na Światowych Wojskowych Igrzyskach Sportowych 2019 – holowanie manekina – sztafeta 4 × 25 m mężczyzn
Sztafeta 4 x 25 m z manekinem mężczyzn – jedna z konkurencji sportowego ratownictwa wodnego rozgrywanych podczas Światowych Wojskowych Igrzysk Sportowych 2019 w chińskim Wuhan.  
Eliminacje i finał rozegrane zostały w dniu 21 października 2019 roku na pływalni Wuhan Five Rings Sports Center Natatorium. Złoty medal zdobyła sztafeta Polski z czasem 1:05,31 min, ustanawiając nowy rekord Igrzysk wojskowych.

## Rekordy
Przed finałem Światowych Wojskowych Igrzyskach Sportowych 2019 obowiązywały następujące rekordy:
| Rekord świata             | Niemcy · (Christian Ertel, Kevin Lehr, Joshua Perling, Danny Wieck)               | 01:04,04 | Wrocław | 22 lipca 2017        |
| Rekord igrzysk wojskowych | Polska · (Wojciech Kotowski, Adam Dubiel, Bartosz Stanielewicz, Hubert Nakielski) | 01:06,55 | Wuhan   | 21 października 2019 |

W trakcie zawodów ustanowiono nowy rekord Igrzysk wojskowych.
| Rekord Igrzysk wojskowych | Rosja · (Nikolai Poturaev, Nikolai Skvortsov, Egenii Kulikow, Daniil Markow)      | 1:08,49 (wyścig el. nr 1)   | 22.10.2019 |
| Rekord Igrzysk wojskowych | Polska · (Wojciech Kotowski, Adam Dubiel, Bartosz Stanielewicz, Hubert Nakielski) | 1:06,55 (wyścig el. nr 2)   | 22.10.2019 |
| Rekord Igrzysk wojskowych | Polska · (Wojciech Kotowski, Adam Dubiel, Bartosz Stanielewicz, Hubert Nakielski) | 0 1:05,31 (wyścig finałowy) | 22.10.2019 |

## Terminarz
Wszystkie godziny podane są w czasie chińskim.
| Data                 | Godzina (UTC+08:00) | Wydarzenie             |
| -------------------- | ------------------- | ---------------------- |
| 21 października 2019 | 10:15               | Wyścigi kwalifikacyjne |
| 21 października 2019 | 20:40               | Finał                  |

## Wyniki

### Kwalifikacje

#### Wyścig 1
| Poz. | Sztafeta | Zawodnicy                                                                | Tor | Wynik   | Uwagi | Kwal. |
| ---- | -------- | ------------------------------------------------------------------------ | --- | ------- | ----- | ----- |
| 1    | Rosja    | Nikolai Poturaev, Nikolai Skvortsov, Egenii Kulikow, Daniil Markow       | 3   | 1:08,49 | CR    | Q     |
| 2    | Chiny    | Ling Huanan, Zhang Jia, Hou Yujie, Niu Yujie                             | 4   | 1:09,40 |       | Q     |
| 3    | Włochy   | Gianni Landi, Diego Giuglar, Amedeo Cesarano, Maurizio Tersar            | 5   | 1:16,02 |       | Q     |
| 4    | Holandia | Barry Hazenoot, Youri Kool, Nick Alink, Rick de Greef                    | 2   | 1:20,57 |       |       |
| 5    | Kanada   | Douglas Young, Glenn Garth Sindrey, Zachary Keith Zeiler, Mathieu Marier | 6   | 1:24,92 |       |       |
| 6    | Szwecja  | Linus Blomberg, Daniel Mattisson, Viktor Maansson, Max Petersson         | 7   | 1:31,07 |       |       |

Źródło:

#### Wyścig 2
| Poz. | Sztafeta   | Zawodnicy                                                                                   | Tor | Wynik   | Uwagi | Kwal. |
| ---- | ---------- | ------------------------------------------------------------------------------------------- | --- | ------- | ----- | ----- |
| 1    | Polska     | Wojciech Kotowski, Adam Dubiel, Bartosz Stanielewicz, Hubert Nakielski                      | 4   | 1:06,55 | CR    | Q     |
| 2    | Szwajcaria | Tobias Leif Tanzi, Nico Lenzlinger, Kevin Sepp Schuler, Sandro Michael Wagner               | 5   | 1:12,61 |       | Q     |
| 3    | Niemcy     | Fabian Thorwesen, Carl Anton Dalljo, Jan Malkowski, Frithjof Koegler                        | 3   | 1:14,85 |       | Q     |
| 4    | Brazylia   | Filipe Pereira, Rodrigo da Silva, Claudemir Kirmes, Guilherme Roth                          | 2   | 1:15,16 |       | Q     |
| 5    | Hiszpania  | Toribio Miguel Lopez, Martin Sergio Martin, Gonzalez Marcos Lobelle, Aristi Igor del Rio    | 7   | 1:18,48 |       | Q     |
| –    | Iran       | Khshayar Hosseinian Naeini, Seyedamirmohammad Kazemi, Behshad Alizadeh, Pedram Maldarghasri | 2   | DSQ     |       |       |

Źródło:

### Finał
| Poz.   | Sztafeta   | Zawodnicy                                                                                | Tor | Wynik   | Uwagi |
| ------ | ---------- | ---------------------------------------------------------------------------------------- | --- | ------- | ----- |
| złoto  | Polska     | Wojciech Kotowski, Adam Dubiel, Bartosz Stanielewicz, Hubert Nakielski                   | 4   | 1:05,31 | CR    |
| srebro | Chiny      | Ling Huanan, Zhang Jia, Hou Yujie, Niu Yujie                                             | 3   | 1:07,19 |       |
| brąz   | Rosja      | Nikolai Poturaev, Nikolai Skvortsov, Egenii Kulikow, Daniil Markow                       | 5   | 1:08,39 |       |
| 4      | Niemcy     | Fabian Thorwesen, Carl Anton Dalljo, Jan Malkowski, Frithjof Koegler                     | 2   | 1:12,02 |       |
| 5      | Szwajcaria | Tobias Leif Tanzi, Nico Lenzlinger, Kevin Sepp Schuler, Sandro Michael Wagner            | 6   | 1:12,38 |       |
| 6      | Włochy     | Gianni Landi, Diego Giuglar, Amedeo Cesarano, Maurizio Tersar                            | 1   | 1:13,86 |       |
| 7      | Hiszpania  | Toribio Miguel Lopez, Martin Sergio Martin, Gonzalez Marcos Lobelle, Aristi Igor del Rio | 8   | 1:14,69 |       |
| 8      | Brazylia   | Filipe Pereira, Rodrigo da Silva, Claudemir Kirmes, Guilherme Roth                       | 7   | 1:15,35 |       |

Źródło: